# 靖波門 (臺南市)
22°59′59″N 120°13′05″E / 22.9996691°N 120.2181302°E
靖波門，是清朝臺灣府城十四座城門之中的小西門，是正城八門之中最晚修築的城門:41。日治時期昭和十年（1935年）跟大東門、大南門一起以「臺南城」的名義被臺灣總督府公告為史蹟。但戰後因為遷建過等因素，並不具文化資產身分（但夾在具古蹟地位的臺灣府城城垣小東門段殘蹟之間）。

## 沿革

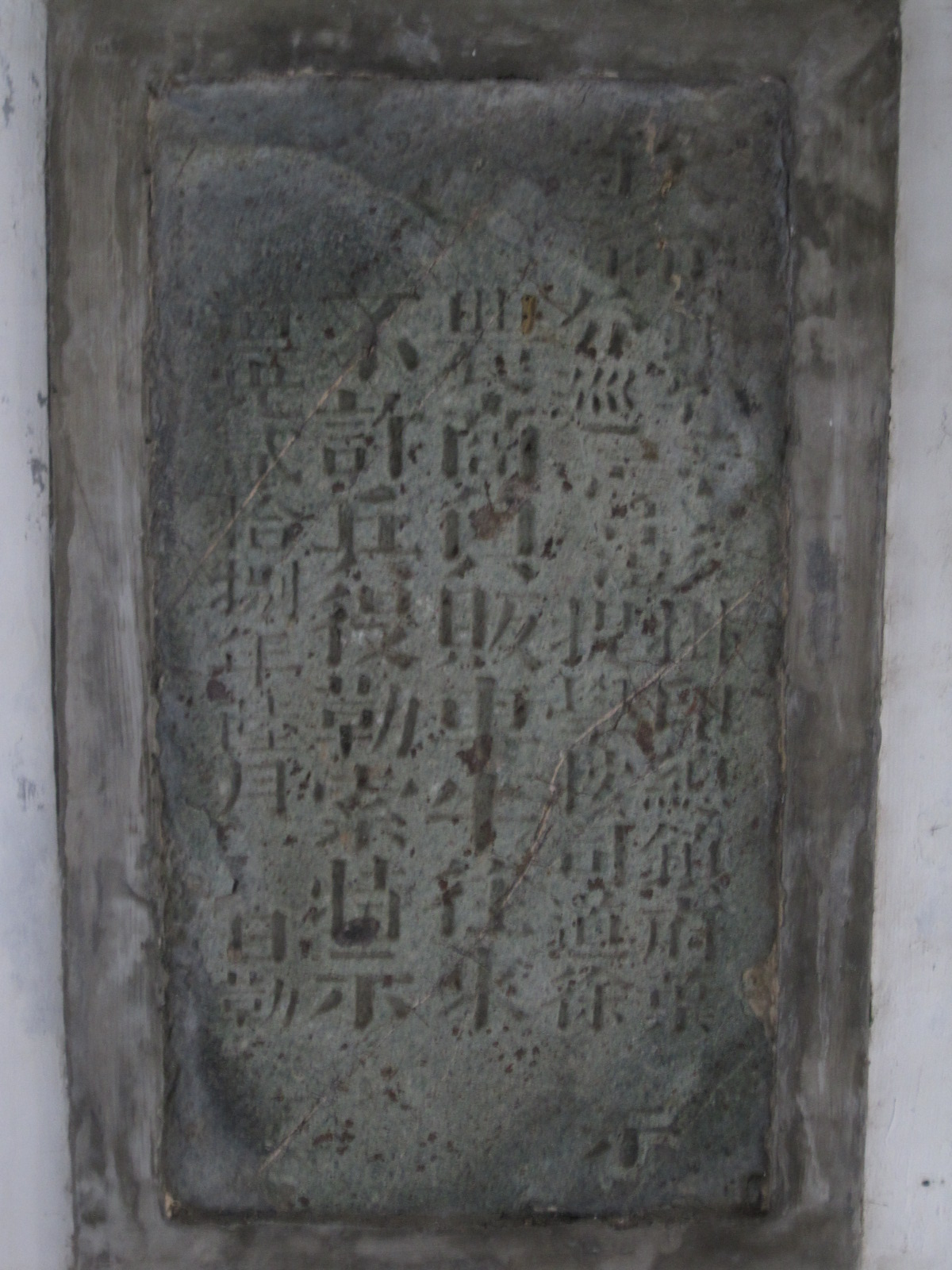
小西門內警告守門士兵不准對往來民眾商販勒索之石碑

小西門建於清乾隆四十年(1775年):41，是臺灣知府蔣元樞所建，原稱清水門，位於土墼埕之西。乾隆五十三年（1788年）改築城池為土城時，改在土墼埕之側築新小西門:41，曰靖波門。
日昭和十年（1935年）跟大東門、大南門一起以「臺南城」的名義被臺灣總督府公告為史蹟。為保護小西門，昭和十二年（1937年）「臺南都市計畫圖」擬定了橢圓形道路規劃，但只完成府前西門路口的部分圓環（現今的小西門圓環北側）。

### 遷移
二次大戰後，原先的橢圓圓環規劃仍在，但可能因需要拆遷民房、財源問題以及小西門當時失去文化資產地位等因素，該都市計畫未執行下去，而是打算拓寬逢甲路（今西門路一段）改善交通。民國57年（1968年），已有報導臺南市市長林錫山默許將小西門遷往五妃廟。後來國立成功大學校長羅雲平在民國58年（1969年）爭取，小西門遂在次年（1970年）於成大全權負責下遷至成大光復校區。為了安置小西門，成大拆除了部分殘存的小東門段城垣。而在重組時因方向問題產生爭議，有要維持原本朝西的方向、或是配合遷到東邊的關係將城門整個轉向的意見。最後採取將下方門洞維持舊有方向、上方城樓轉向的方式。

## 建築
靖波門的門樓構造是單簷歇山式磚造，左右壁外接建有小屋，位置偏後，在前方則留出了小平台。 靖波門門下保有「禁止衛兵勒索」之石牌。

## 其他
清末割臺時，據日本所繪之〈台南府迅速測圖〉顯示，小西門外有一條長約175公尺的街道。而在該街街尾是一條魚行口街，乃一著名魚市:112。再往西南，便是一片魚塭:112。

## 圖片

1936年仍在原址的小西門
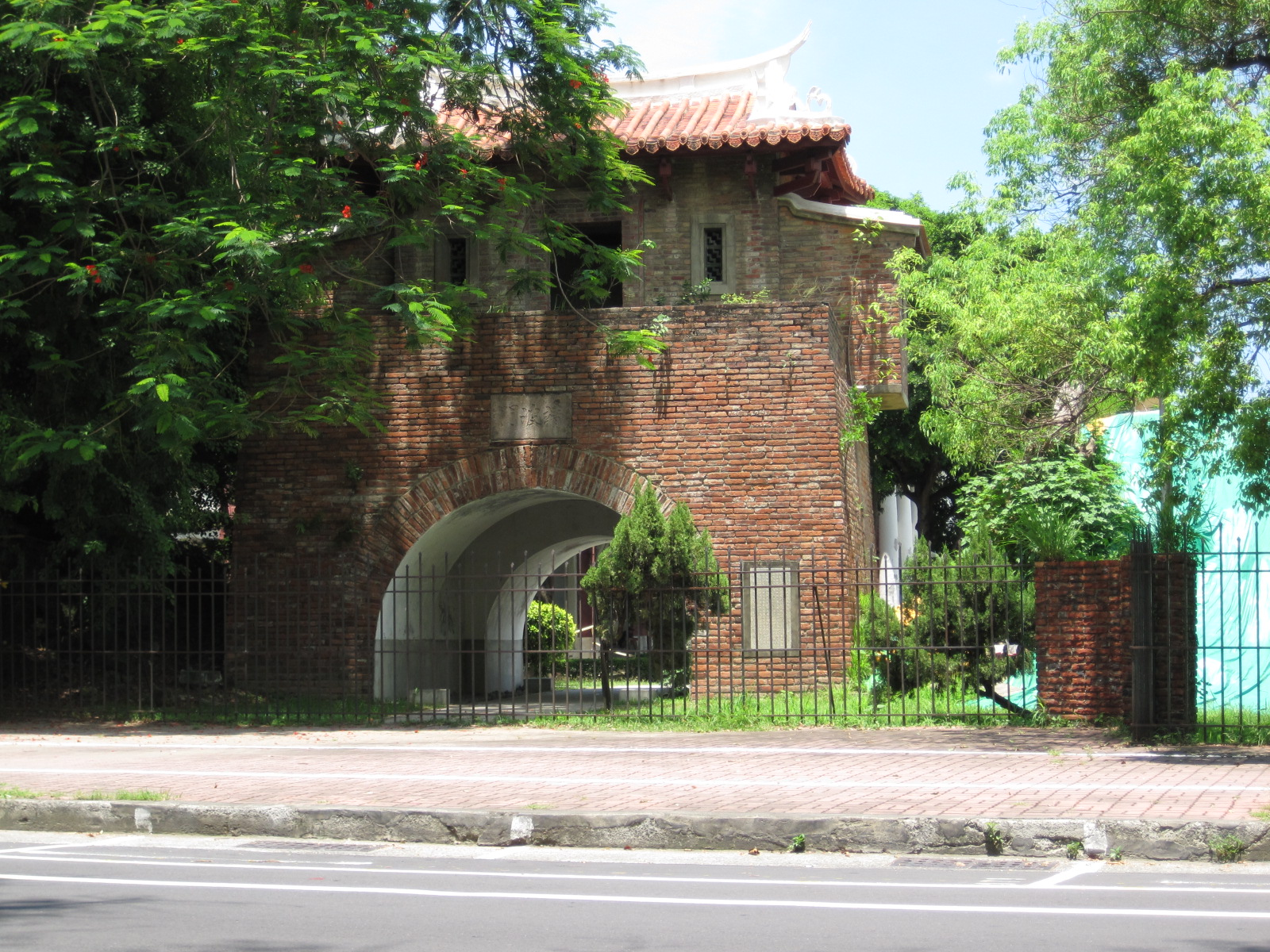
整修前的小西門（自勝利路看去）
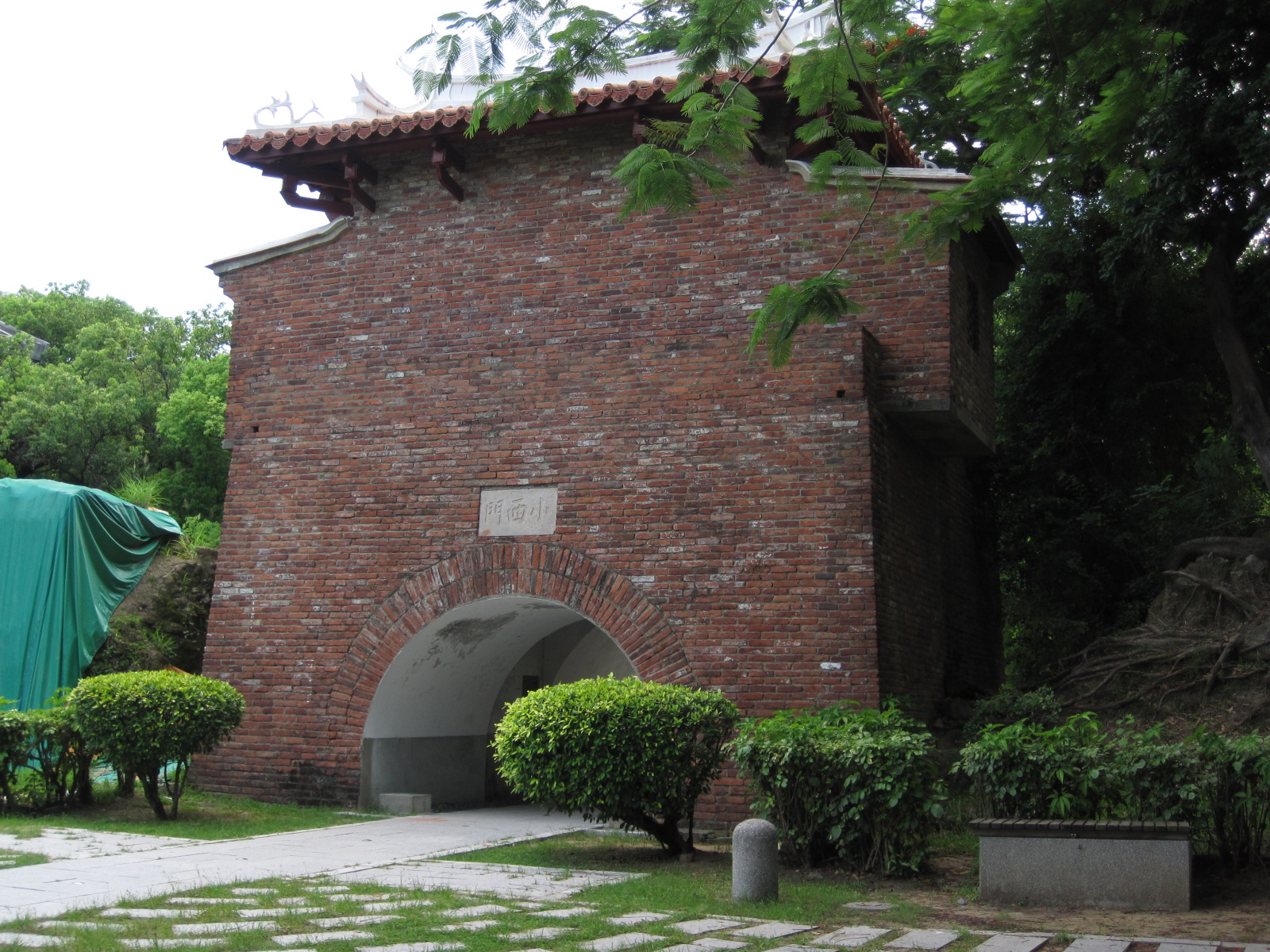
整修前的小西門（自成大校園看去）
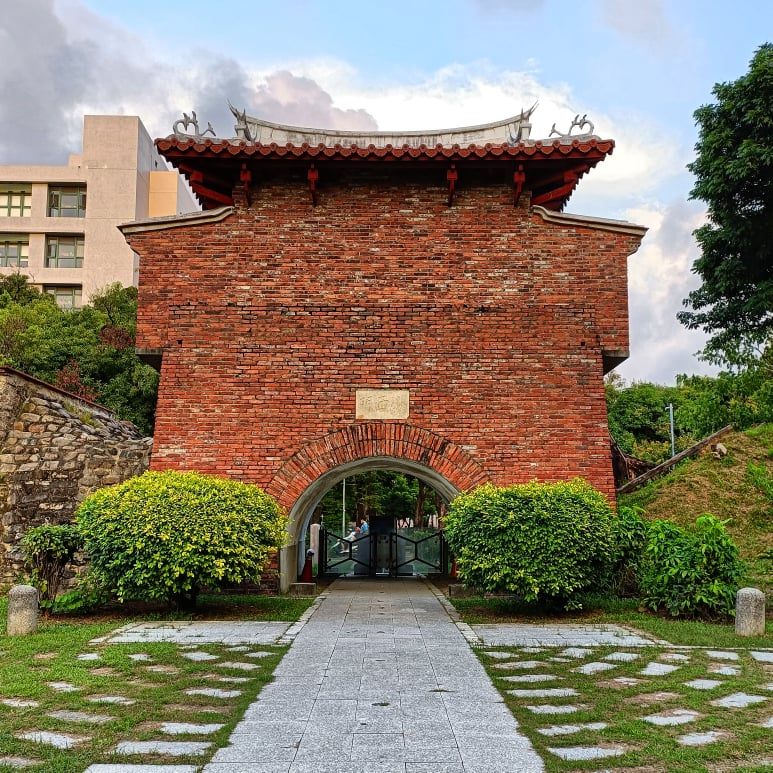
整修後的小西門（自成大校園看去）

## 外部連結
- 清末臺灣府城四坊示意圖 （页面存档备份，存于）